# جميلة بولكباش
جميلة بولكباش سباحة تونسية من مواليد 19 ديسمبر 2006.

## إنجازاتها
```
تحصلت على ميداليتين فضيتين في سباق 400 ومتر 800 متر سباحة حرة وميدالية برونزية في سباق 200 متر سباحة حرة سيدات في 
دورة الألعاب العربية 2023
.
```

تمكنت اليوم الجمعة 3 مارس 2023 السباحة جميلة بولكباش من تحطيم الرقم القياسي التونسي لسباق 1500 متر سباحة حرة نساء في ملتقى بيثون الفرنسي.
الرقم القياسي التونسي الذي تحتفظ به السباحة مروى المثلوثي منذ سنة 2007 حسنته جميلة بأكثر من 6 ثواني ليصبح الرقم القياسي الجديد 49"16'17.
وتمكنت جميلة بولكباش في الأثناء من تحطيم رقمها الشخصي السابق بأكثر من 27 ثانية.

## مواضيع ذات صلة
- بطولة أفريقيا للسباحة 2022
- تونس في دورة الألعاب العربية 2023